# Karl Wilhelm Bardou
Karl Wilhelm Bardou   (Berlín, 1774 - 1842) va ser un retratista alemany que va treballar a Rússia. Els pastels eren el seu mitjà preferit.

## Biografia

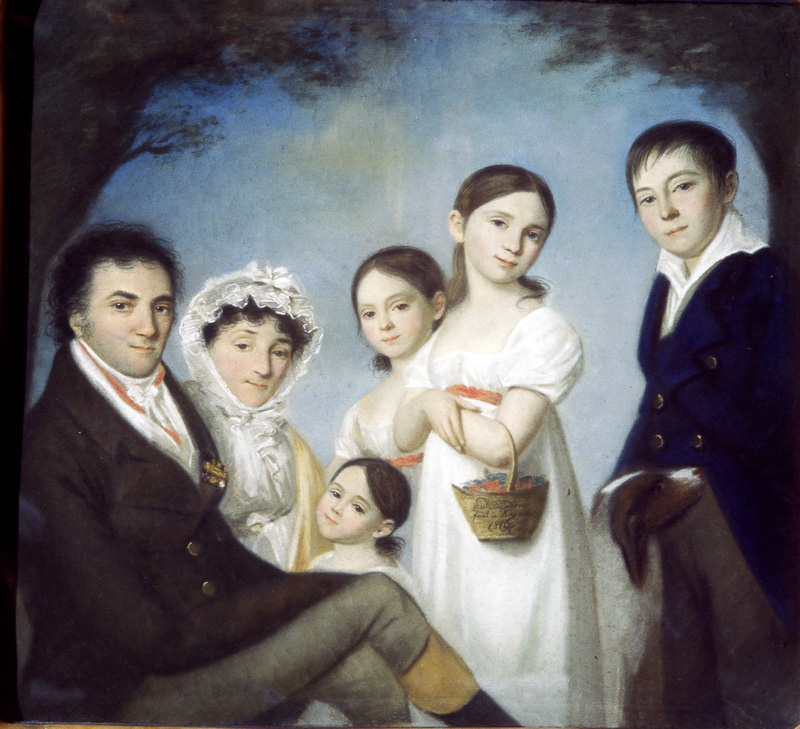
Энгельгардт, Лев Николаевич}} i la seva família

Provenia d'una família d'artistes. El seu pare era l'escultor, Emanuel Bardou, i el seu oncle era el retratista, Paul Joseph Bardou, amb qui va estudiar.
De 1804 a 1827, va ser retratista a Rússia, principalment a Sant Petersburg, Moscou i Kazan. Finalment va prendre la nacionalitat russa. Aproximadament 160 de les seves obres han estat identificades pels empleats del Museu de Moscou, conservades en diversos museus i col·leccions privades. Sovint se'l confon amb un altre retratista, Johann P. Bardou, que també va treballar a Rússia en un període una mica anterior.
Es va casar amb una russa, Anna Iwanowna (1786–1840), que va morir a Darmstadt després d'una llarga malaltia. Van tenir dos fills i una filla.
El 1831, havia tornat a Berlín i hi va exposar les seves obres, al llarg de mitjans de la dècada de 1830 i principis de la dècada de 1840. No se sap res de la seva vida després d'una exhibició allà el 1842. La primera exposició completa de les seves obres es va fer l'any 1999 al Tropinin Museum, i es va publicar un catàleg raonat.

## Galeria

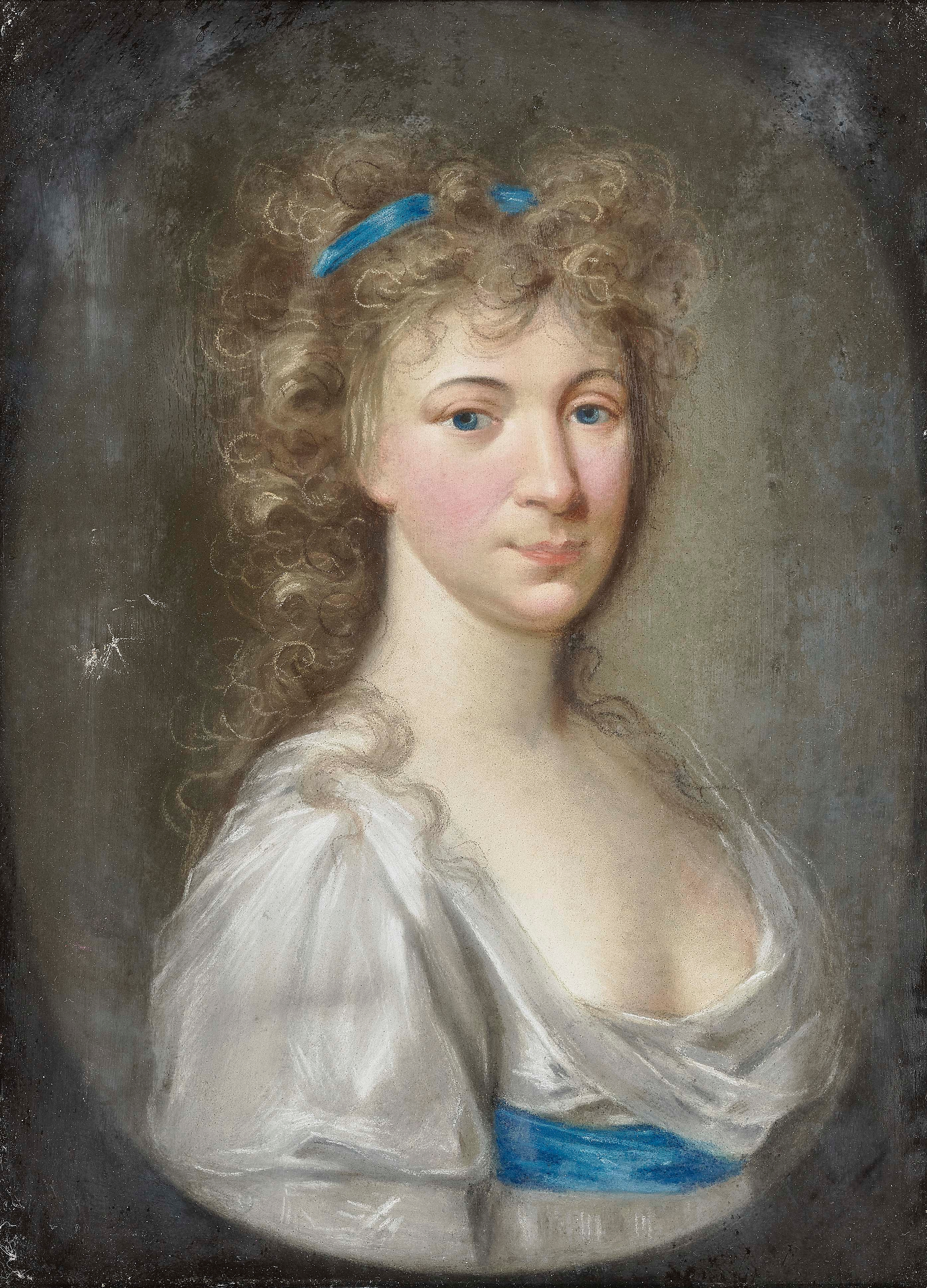
Retrat d'una dama, 1797
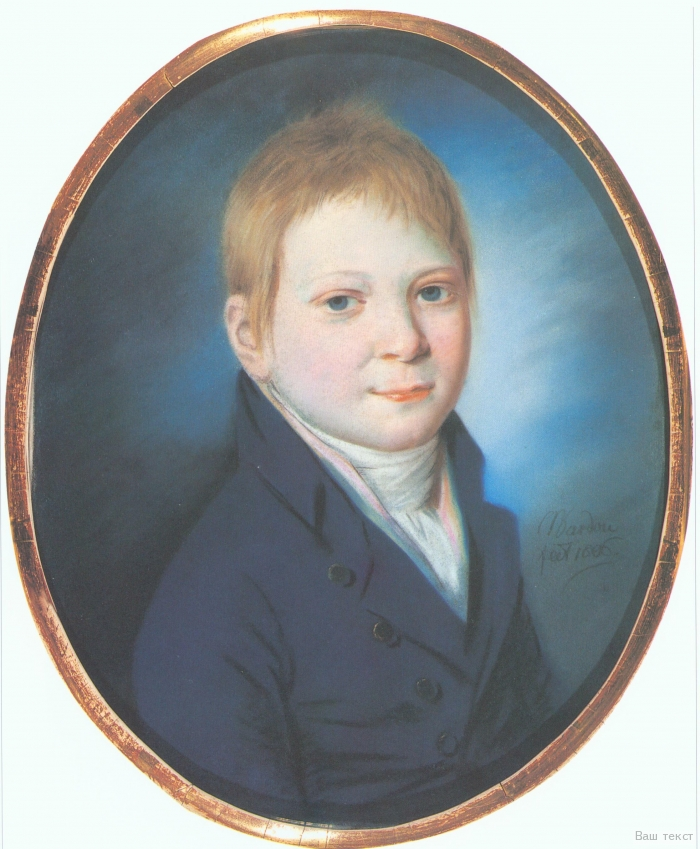
Retrat d'A. S. Talzin, 1806
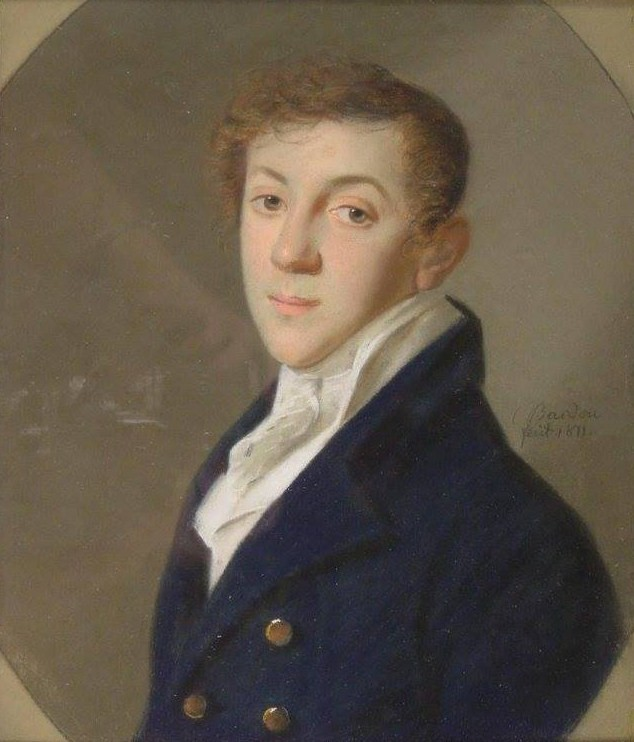
Retrat de S. Yu. Neledinsky-Meletsky, 1811
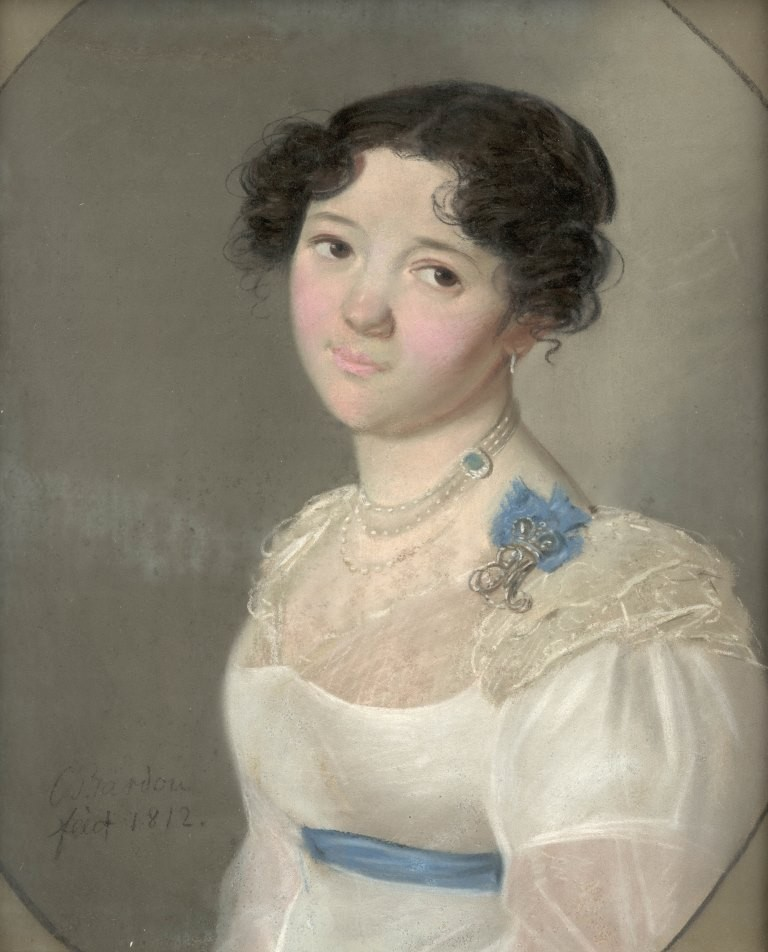
Retrat de la princesa A. Yu. Obolenskaia, 1812
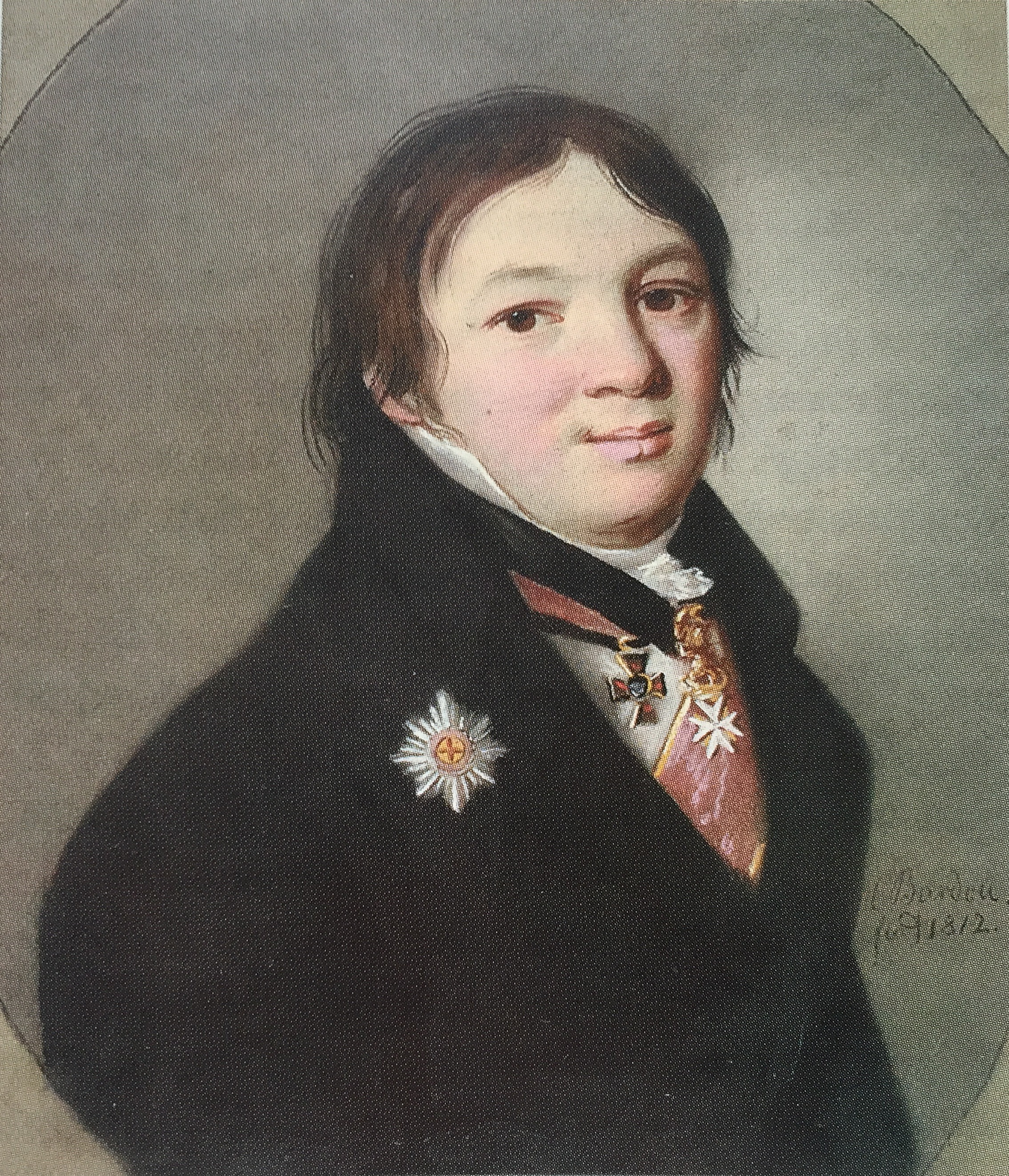
Retrat de N. O. Kutlubitsky, 1812
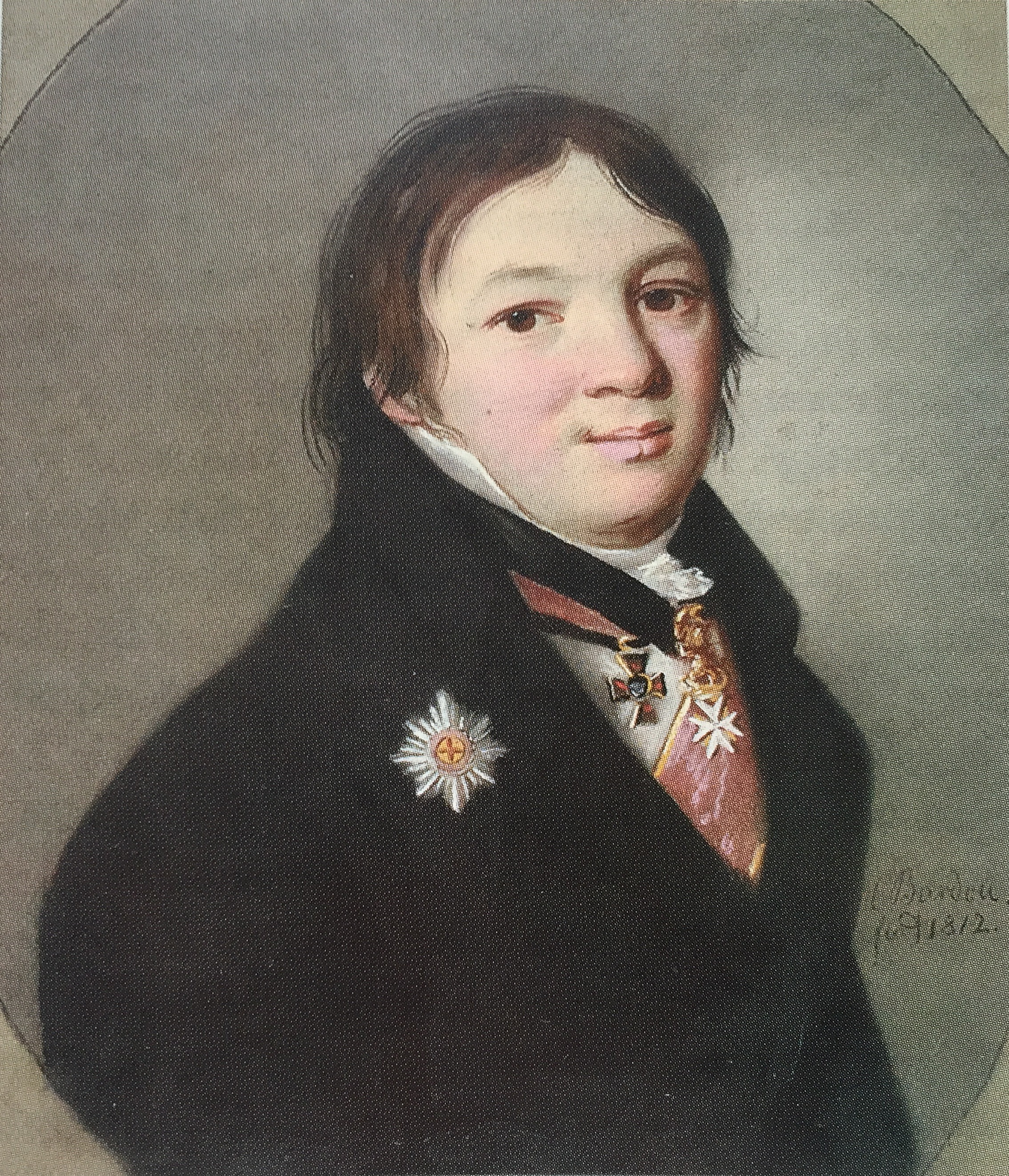
Retrat de N.V. Kolbetsk,1813
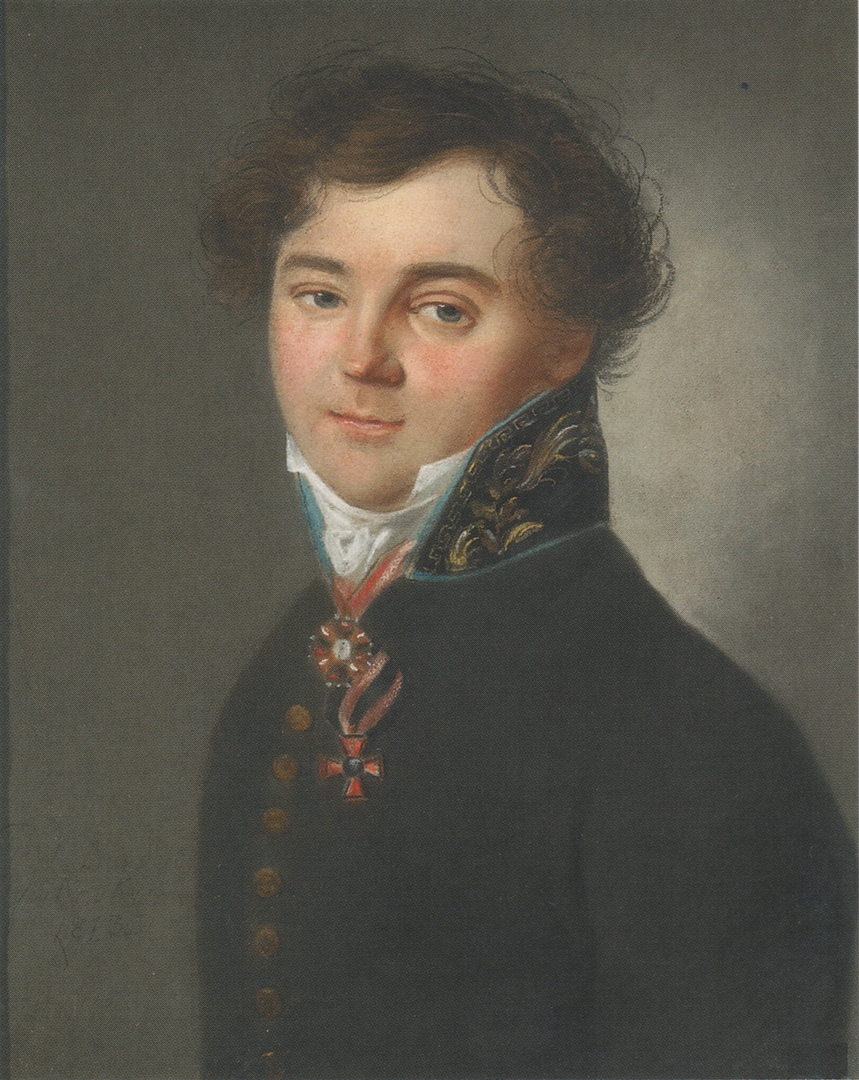
Retrat P. S. Poludensky, 1813
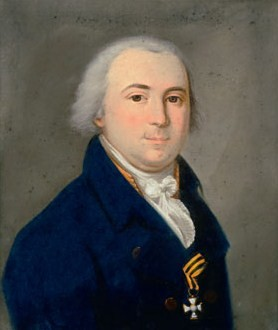
Retrat de N. A. Txirkova, 1814
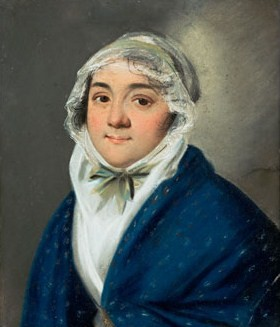
Retrat de E. P. Txirkova, 1814
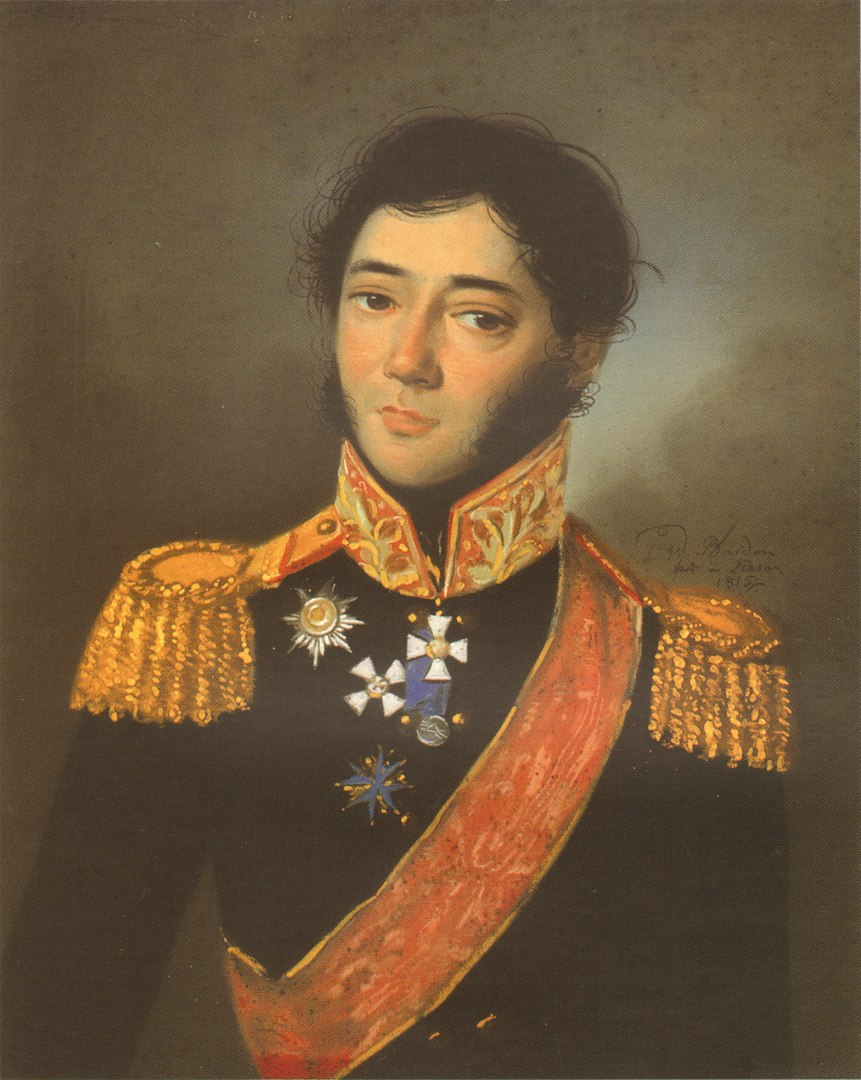
Retrat de Peter Fedorovich Zheltukhin, 1815
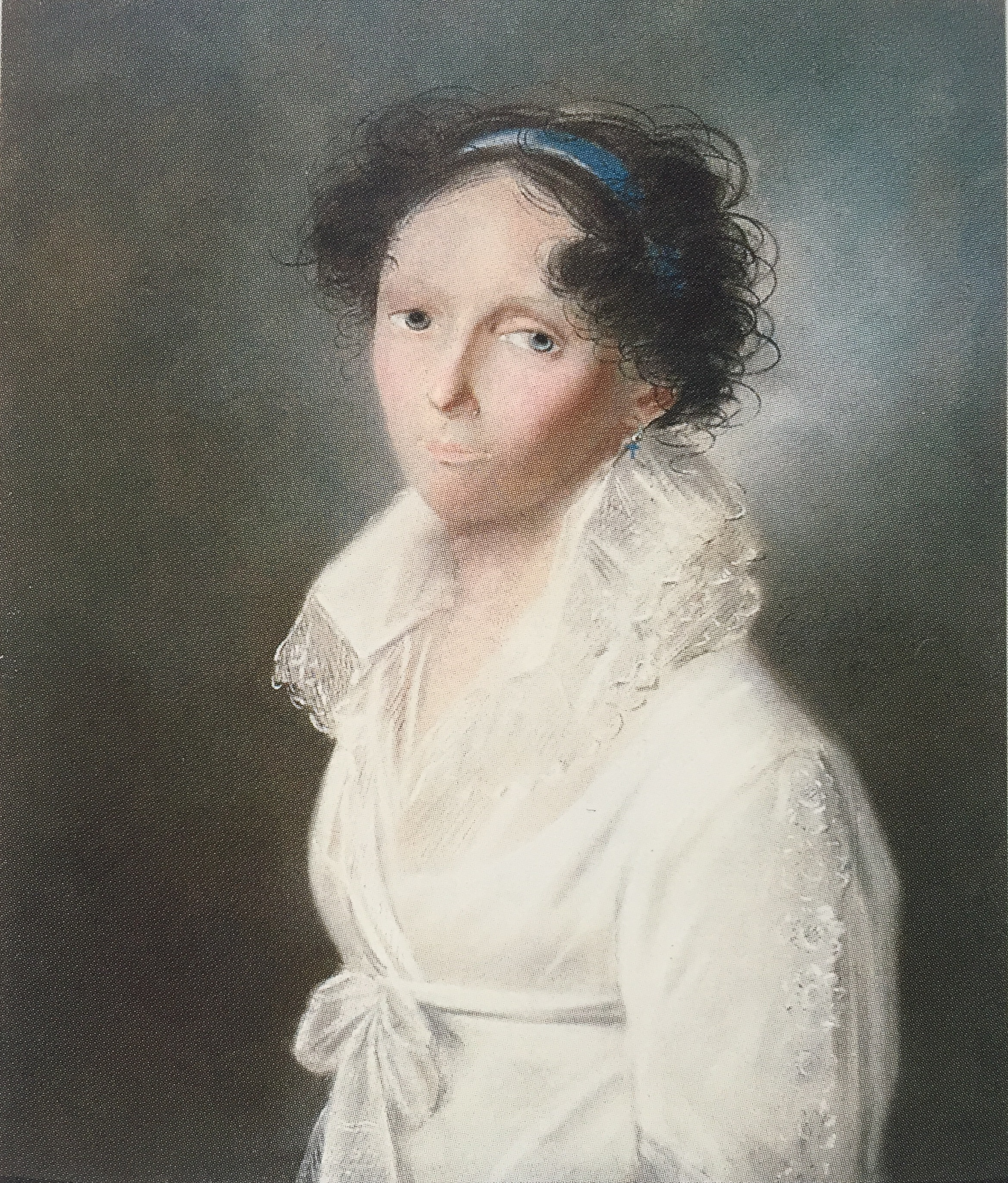
Retrat d'A. S. Kutlubitskaia, 1812
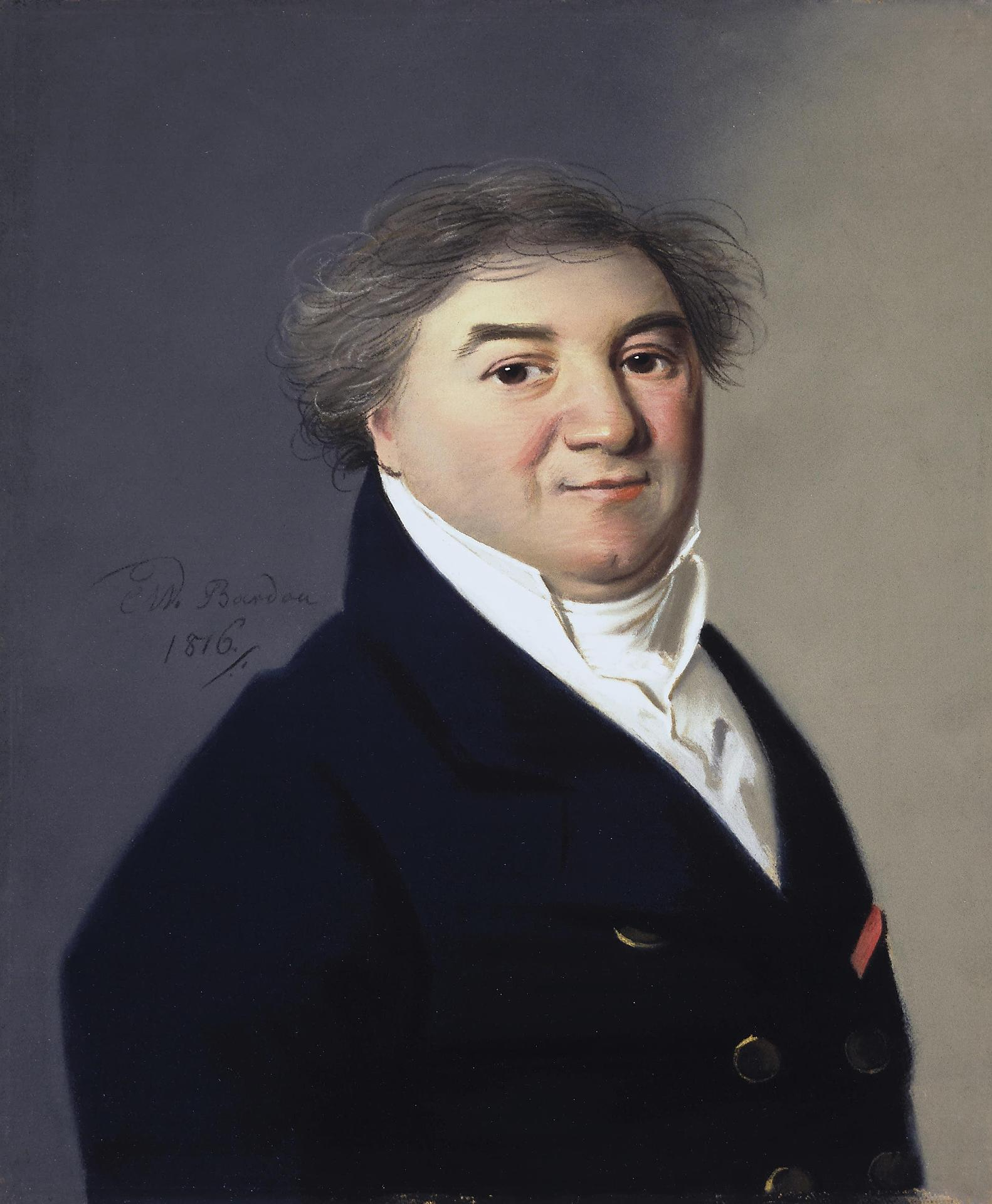
Retrat d'un home,1816
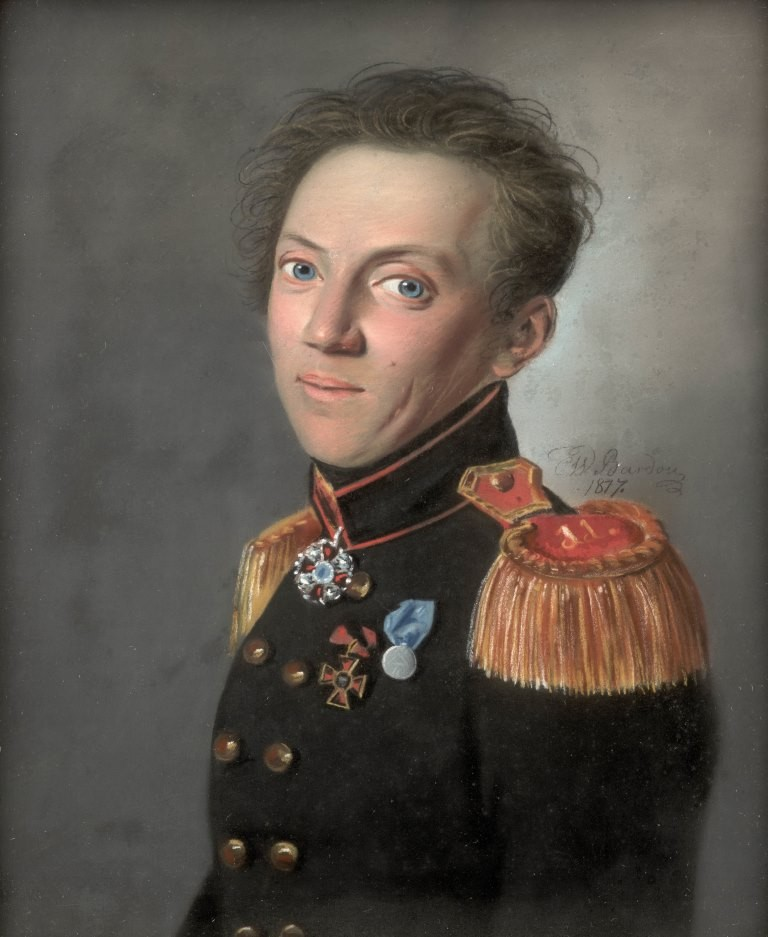
Retrat de P. V. Bezobrazov, 1817
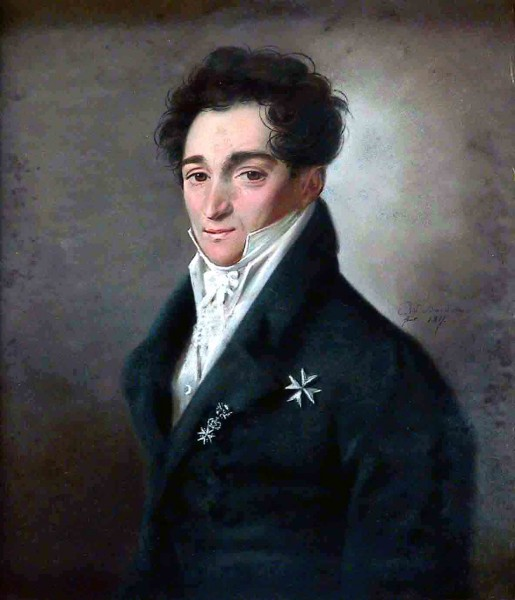
Retrat d'I. E.Lazarev, 1817
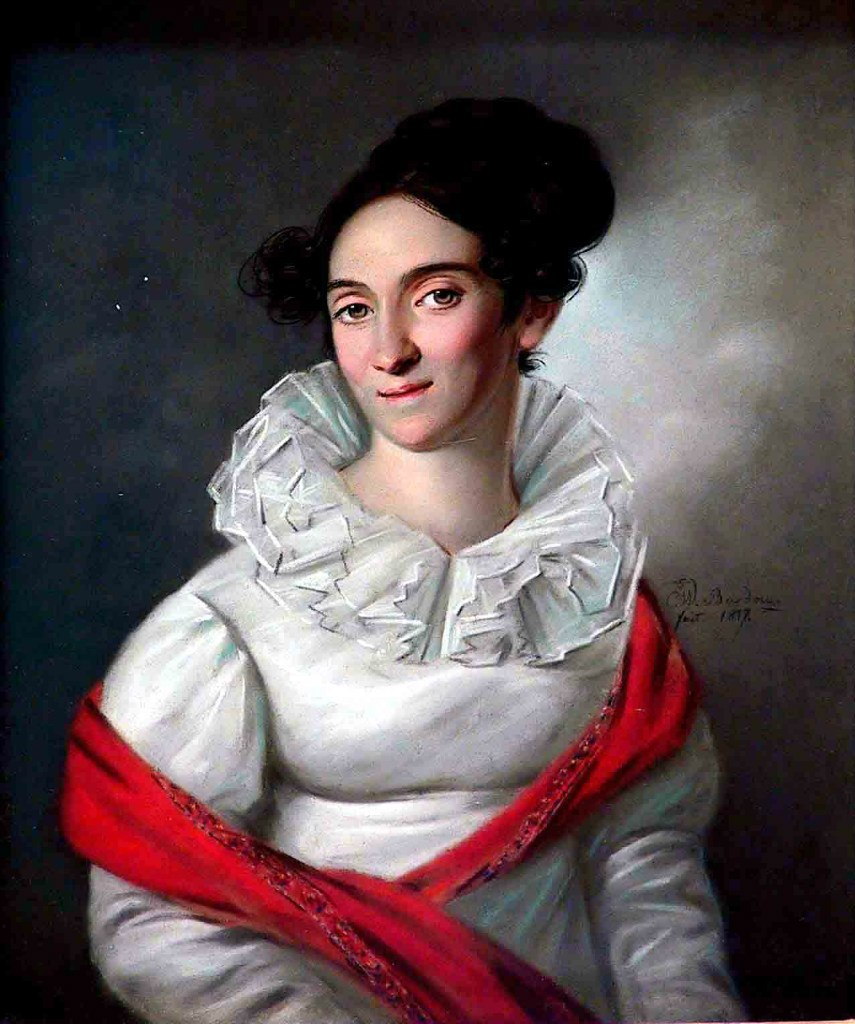
Retrat de M. E. Lazareva, 1817
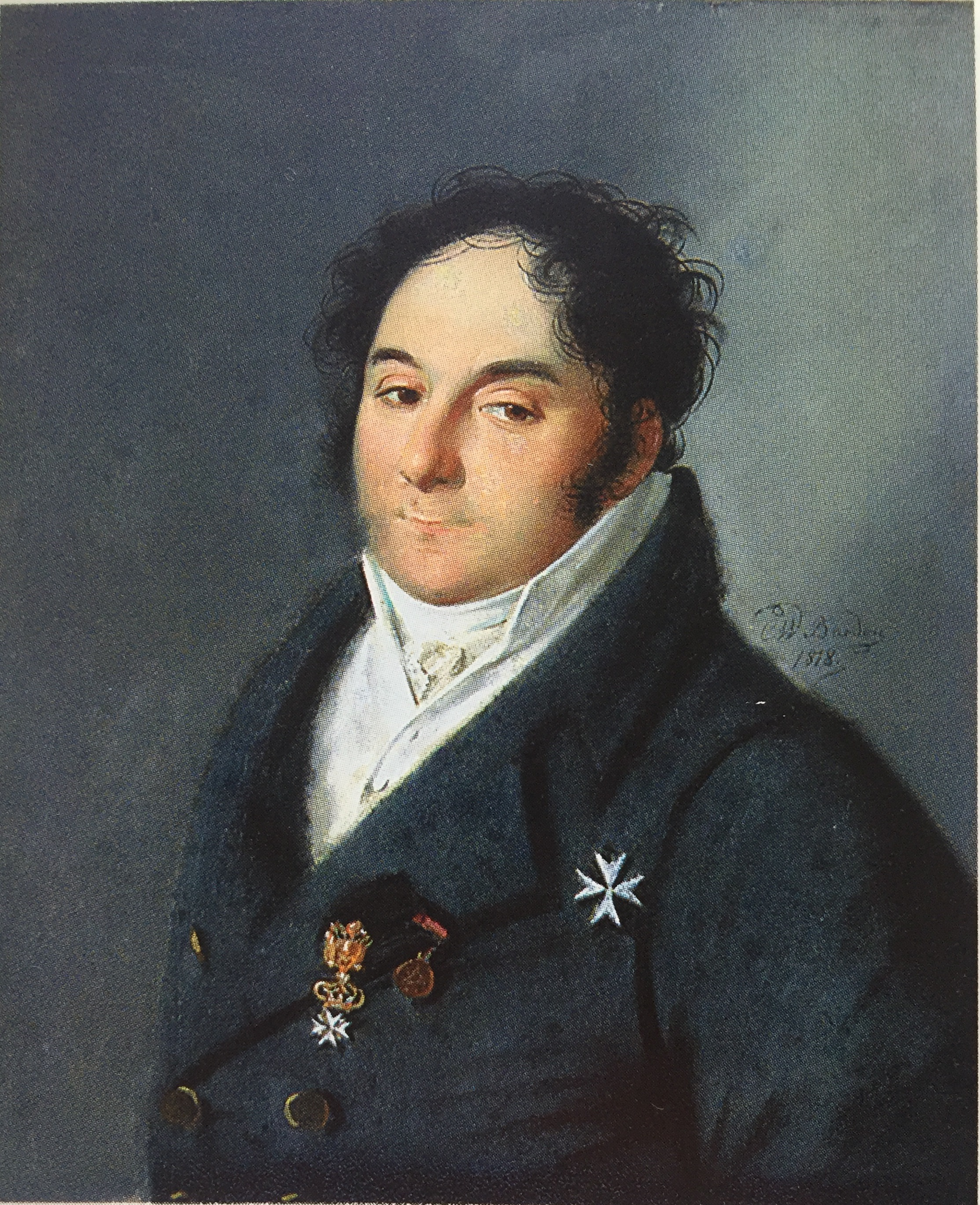
Retrat d' I. I. Arapetova, 1818
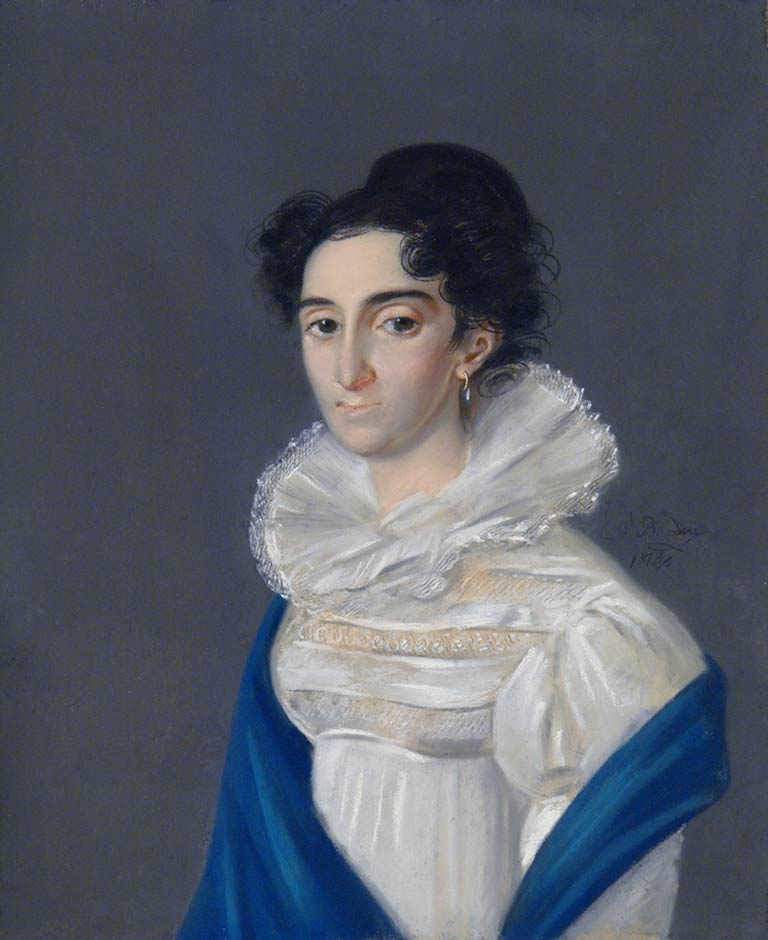
Retrat de Delyanov, David Artemyevich, 1818
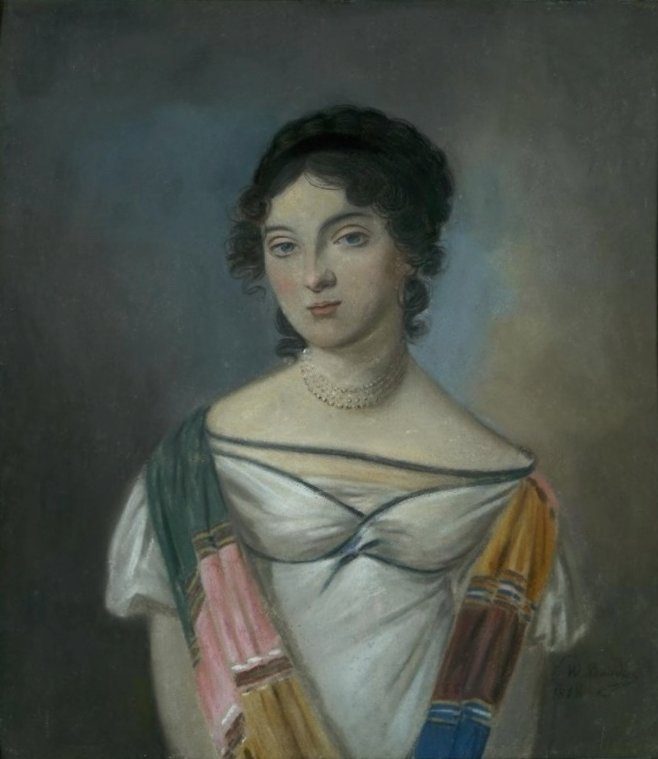
Retrat de la baronessa V. D. Sukhtelen, 1818
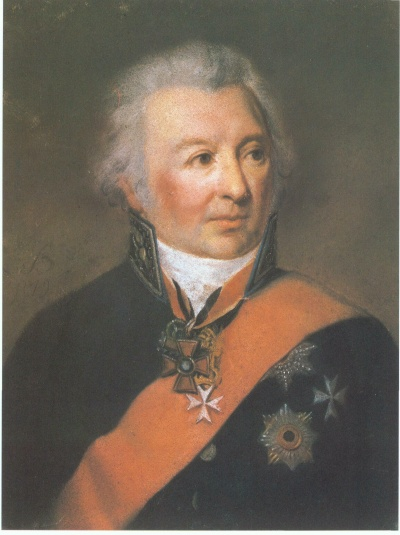
Retrat d'A. A. Sablukov, 1819
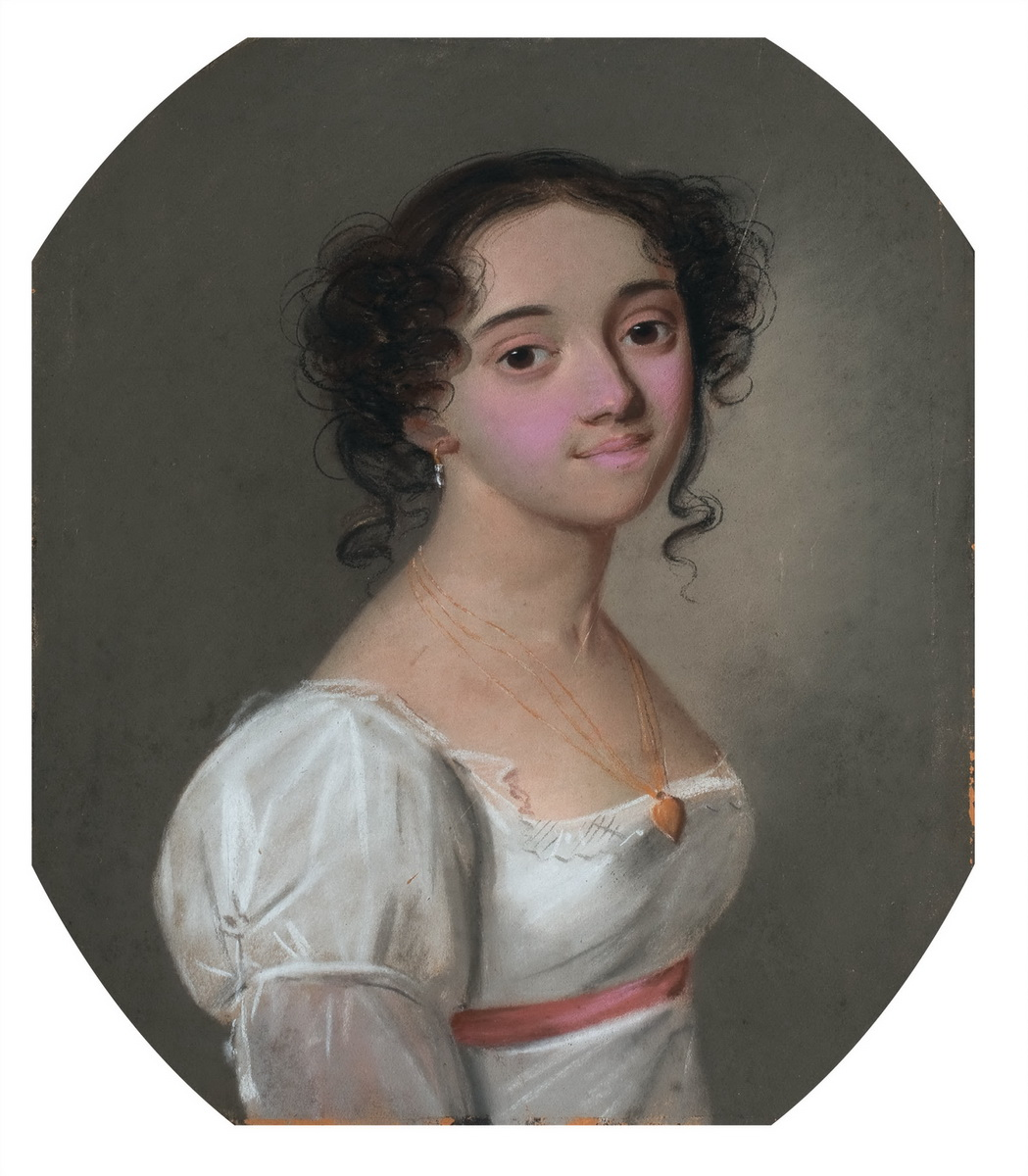
Retrat d'E. S. Ozerova, 1819
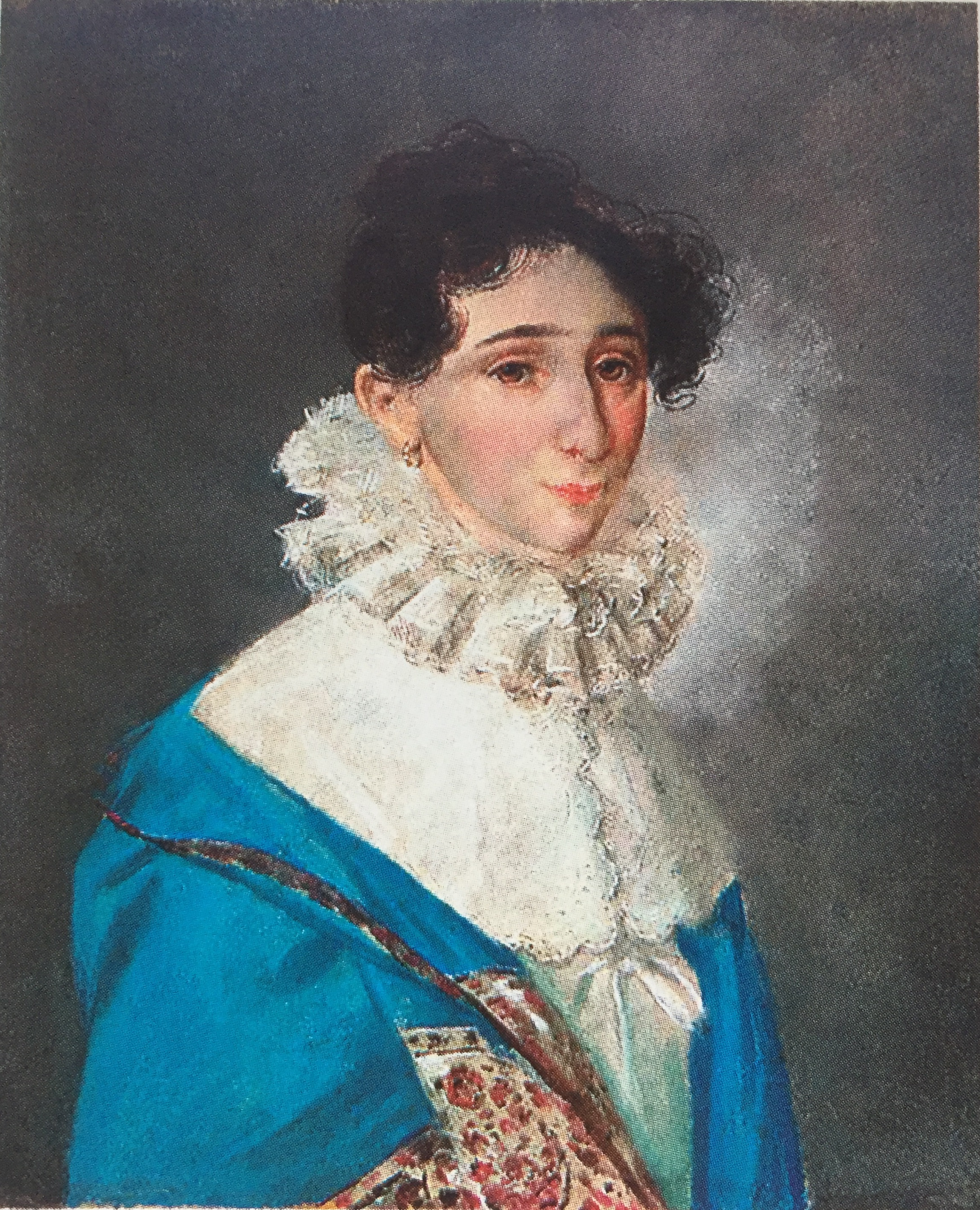
Retrat d'Ivan Ivanovich Arapetova, 1820
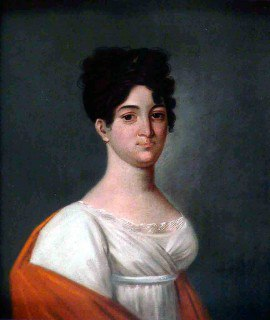
Retrat de Stepan Danilovitx Burnashevoy, 1820
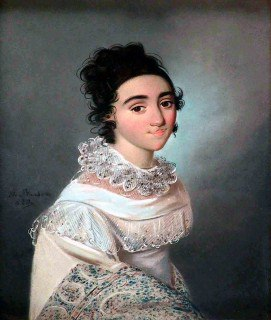
Retrat de Christopher Ekimovich Lazarev, 1820
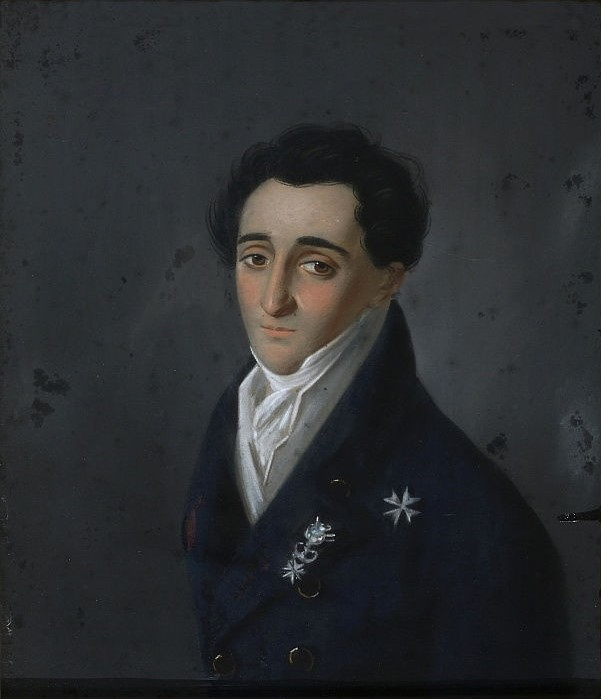
Retrat d'H. E. Lazareva, 1820
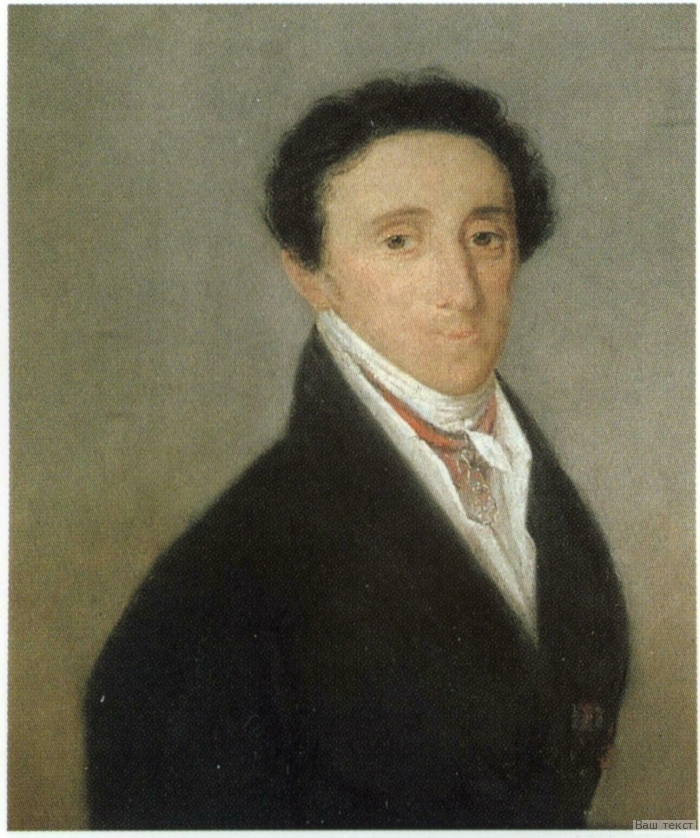
Retrat d'A. Schneider, 1822
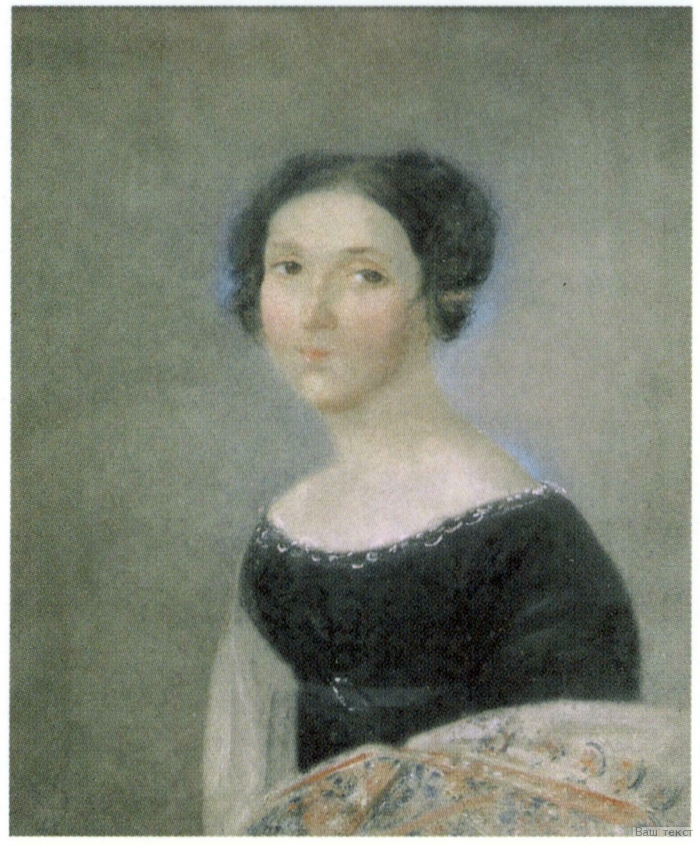
Retrat d'A. Schneider, 1822
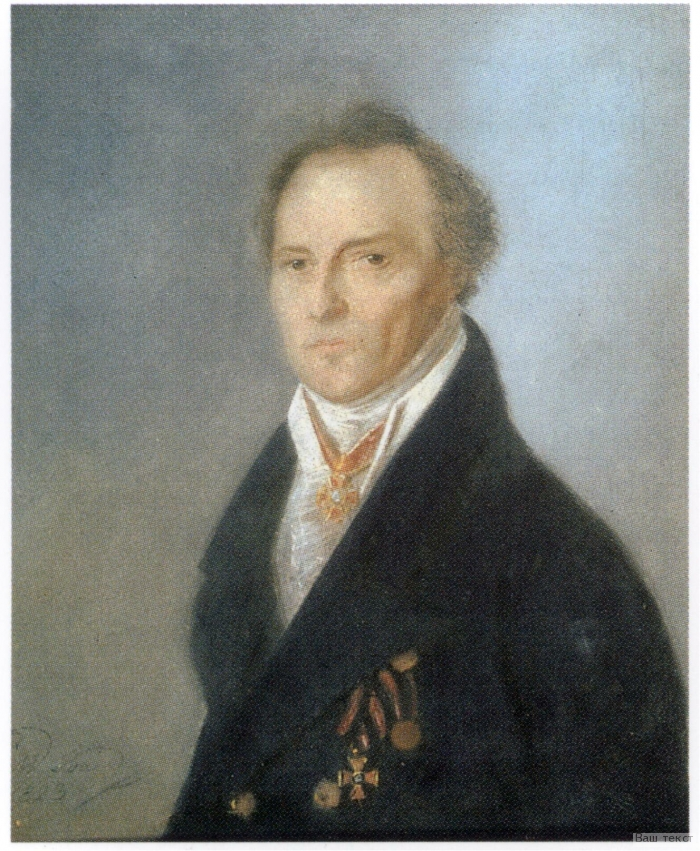
Retrat de Yakov Schneider, 1823
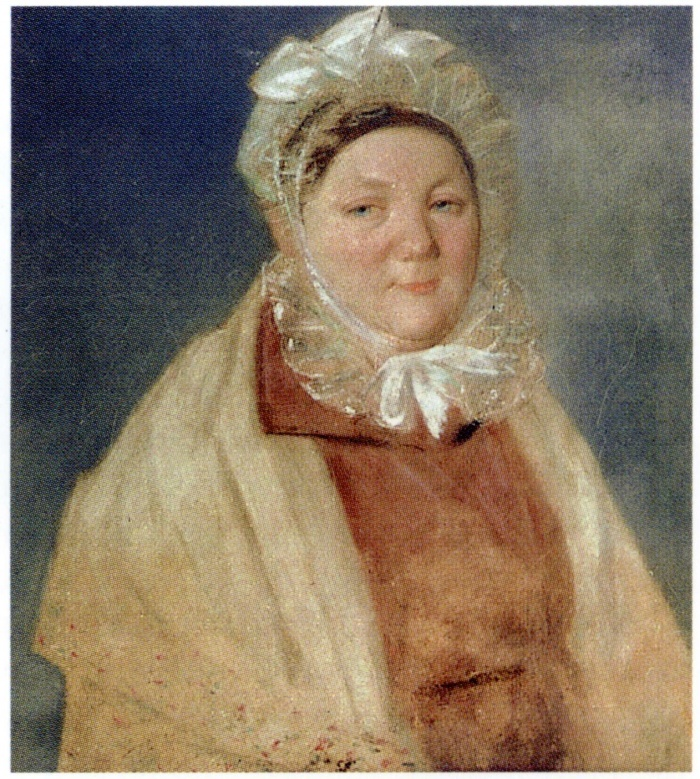
Retrat d'una dona Ya. Schneider, 1823
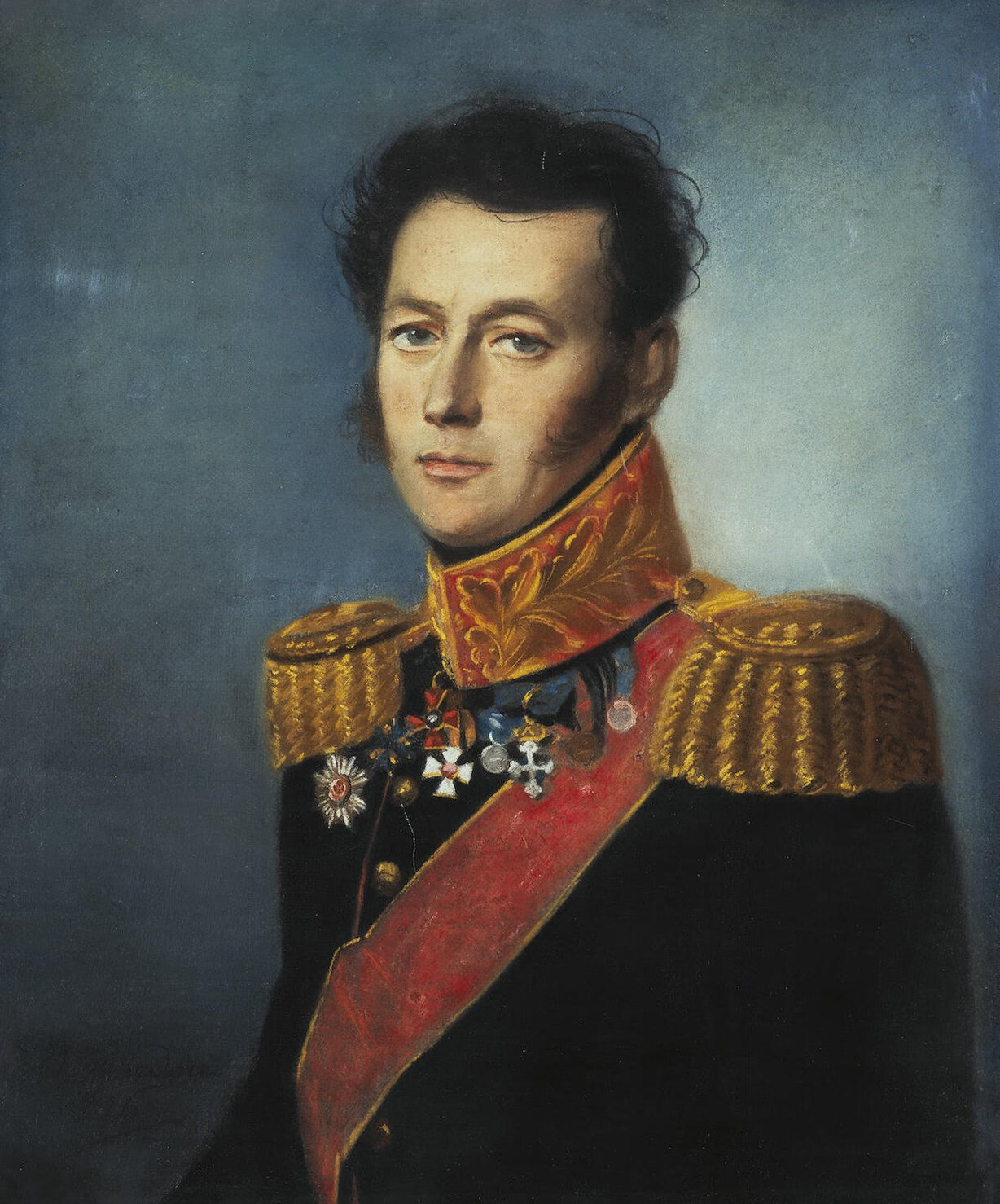
Retrat d'I. N. Skobeleva, 1826
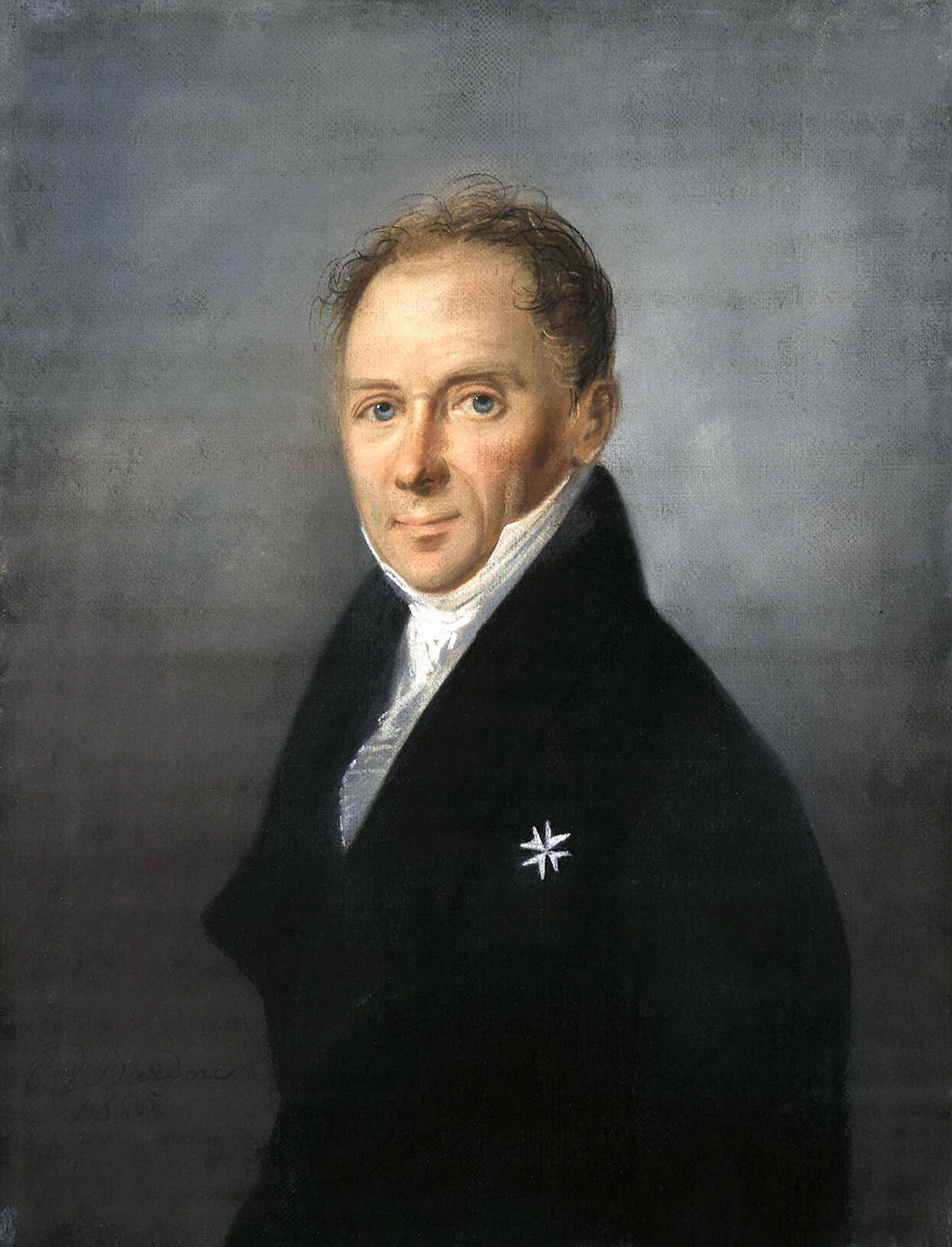
Retrat d'un home, abans de 1842
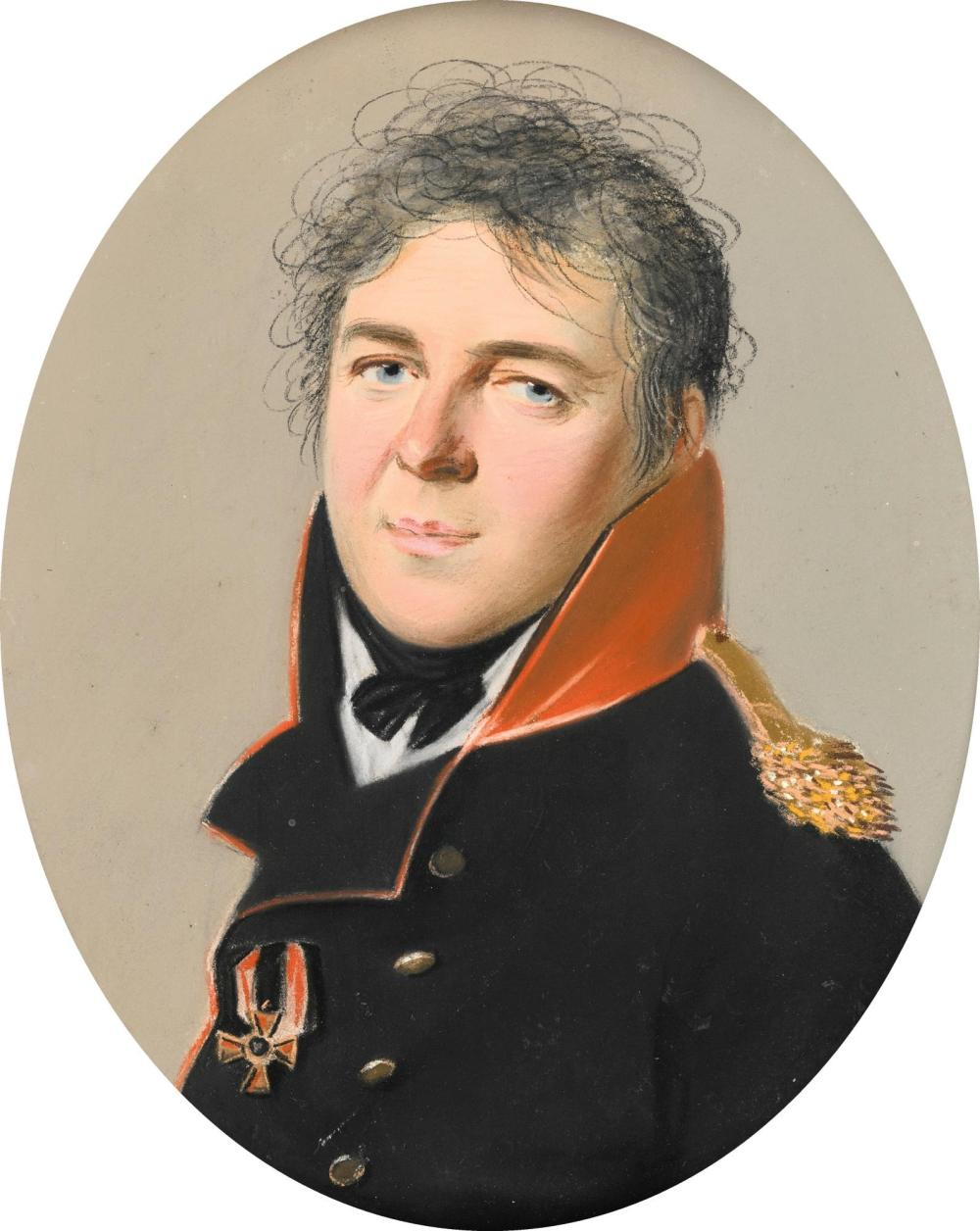
Retrat d'un oficial, abans de 1842
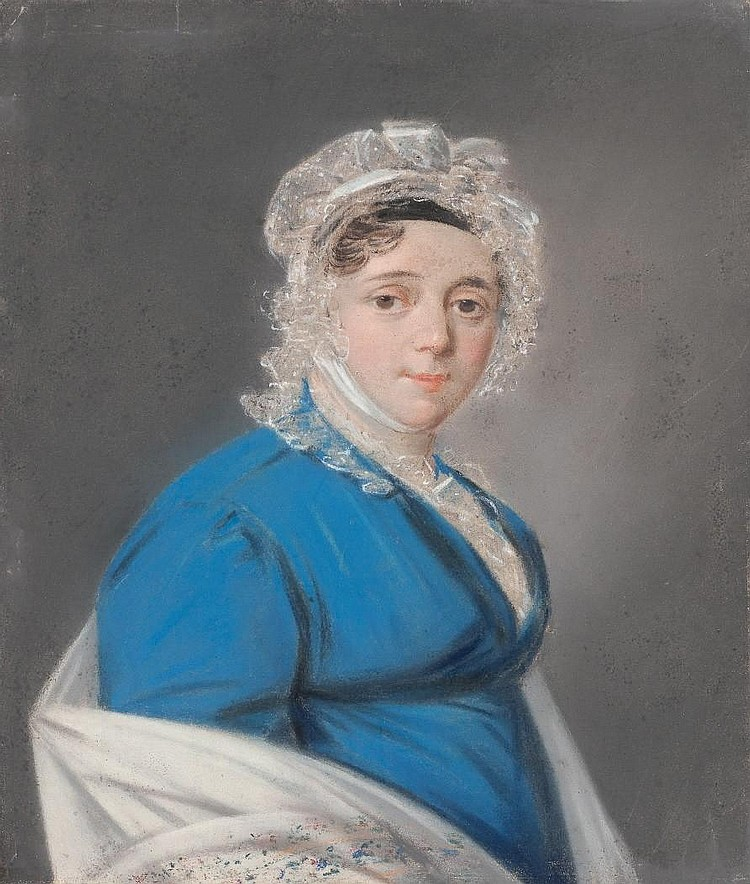
Retrat d'una dama, abans de 1842
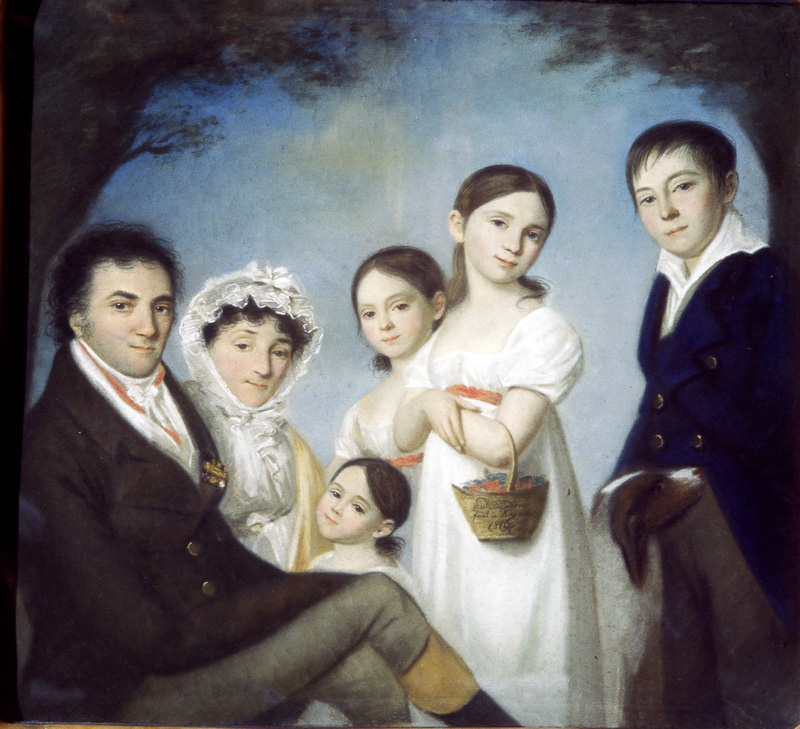
Retrat d'L. N. Engelhardt amb la seva família, 1816
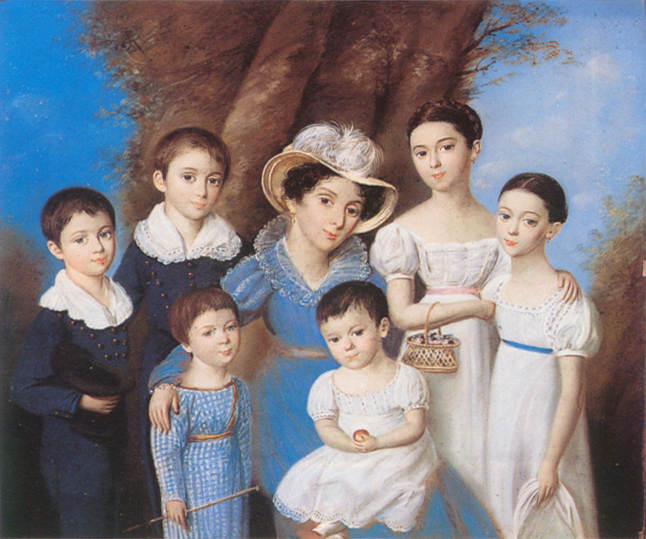
Retrat d'E. I. Novosiltseva amb nens, aprox. 1830